# Neprobić
Neprobić är ett berg i Kroatien.   Det ligger i länet Dubrovnik-Neretvas län, i den sydöstra delen av landet, 400 km söder om huvudstaden Zagreb. Toppen på Neprobić är 965 meter över havet.
Terrängen runt Neprobić är huvudsakligen kuperad. Runt Neprobić är det tätbefolkat, med 286 invånare per kvadratkilometer. Närmaste större samhälle är Ston, 18,4 km väster om Neprobić. Trakten runt Neprobić består i huvudsak av gräsmarker.